# Helodon intercalare
Helodon intercalare är en tvåvingeart som först beskrevs av Rubtsov 1956.  Helodon intercalare ingår i släktet Helodon och familjen knott. Inga underarter finns listade i Catalogue of Life.